# کبارای ۲
کبارای ۲ (انگلیسی: Kebara 2)، یک اسکلت نر میان بدن نئاندرتال ۶۱۰۰۰ ساله است. در سال ۱۹۸۳ توسط اوفر بار-یوسف، باروخ آرنسبورگ و برنارد واندرمیرش در یک لایه موستری از غار کبارا، اسرائیل کشف شد.